# Werkzeugkasten

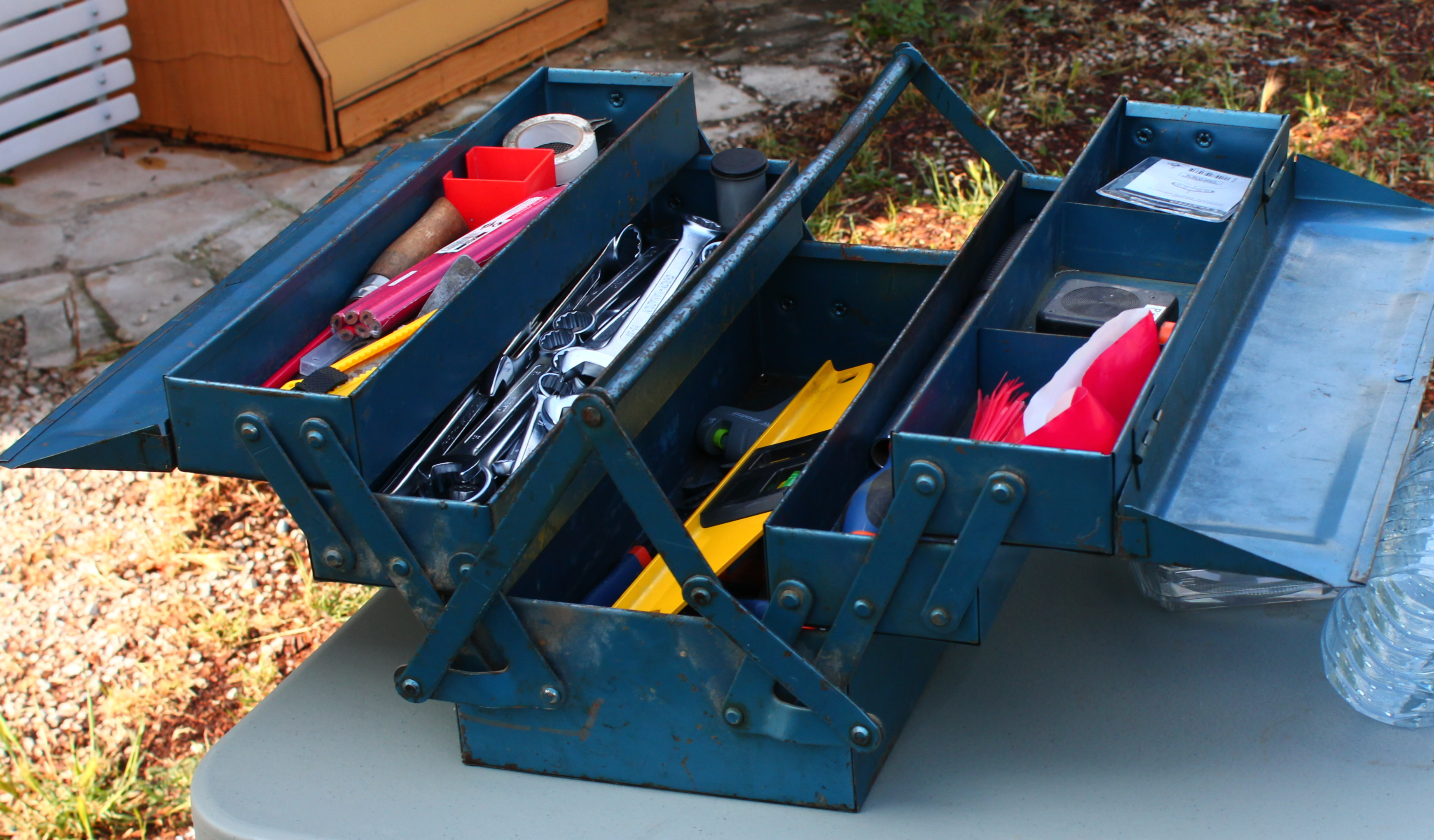
Ein typischer Handwerkerwerkzeugkasten zum Ausklappen

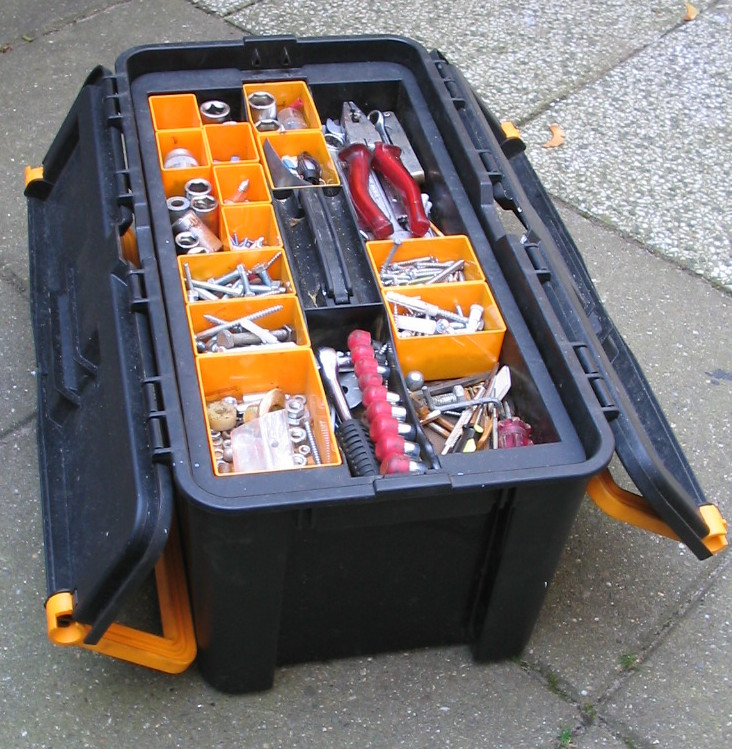
Geöffneter, moderner Werkzeugkasten aus Kunststoff

In einem Werkzeugkasten, auch Werkzeugkiste, befindet sich eine Sammlung von Werkzeugen. Ursprünglich stammt dieser Begriff aus dem Handwerk, wo der Handwerker in einem Werkzeugkasten alle seine Werkzeuge mit sich trug und damit komprimiert verstauen konnte. Dadurch hatte der Handwerker schnell seine wichtigsten Werkzeuge zur Hand. Einen Werkzeugkasten kann man in jedem gutsortierten Fachhandel oder auch im Baumarkt kaufen.
Mittlerweile findet sich eine Menge verschiedener, ausgeklügelter Lösungen, um möglichst viele Werkzeuge übersichtlich und platzsparend zu verstauen. 